# Oncocnemis mysterica
Oncocnemis mysterica är en fjärilsart som beskrevs av Ronkay 1988. Oncocnemis mysterica ingår i släktet Oncocnemis och familjen nattflyn. Inga underarter finns listade i Catalogue of Life.